# En blanc et noir
En blanc et noir è una composizione in tre movimenti per due pianoforti scritta da Claude Debussy nel 1915.

## Storia
Quando nel luglio 1915 Debussy si trasferì con la famiglia in Normandia, a Pourville, per passarvi l'estate, portò con sé una composizione appena iniziata, che era la prima di una certa importanza da lui scritta dai tempi de La boîte à joujoux. Il pezzo era una suite per due pianoforti, che inizialmente avrebbe dovuto intitolarsi Caprices en blanc et noir, denominazione legata alla tastiera del pianoforte.
All'inizio dell'anno il compositore aveva lavorato a una revisione dell'edizione delle opere di Chopin per conto dell'editore Durand; questo lavoro lo aveva riportato a interessarsi a fondo non solo di un autore che amava moltissimo, ma soprattutto alla tecnica pianistica, riavvicinandolo allo strumento per cui prediligeva comporre. Il 4 giugno Debussy aveva iniziato la suite a Parigi e, in poco tempo, a Pourville, la terminò, completandola il 20 di luglio.
Secondo gli accordi con l'editore, Debussy doveva comporre una suite in tre movimenti con titoli evocativi. Il primo Qui reste à sa place et ne dance pas era tratto dall'invito alla danza nel Romeo e Giulietta di Charles Gounod; il secondo Prince, porté soit des serfs Eolus tratto dalla Ballata contro i nemici della Francia di François Villon e il terzo Yver, vous n'estes qu'un villain da una poesia di Charles d'Orléans, che Debussy aveva già musicato in una versione per coro a cappella del 1898. Quando En blanc et noir venne pubblicato i titoli non vennero utilizzati, ma rimasero comunque come citazioni in testa a ognuno dei brani.
La prima esecuzione di En blanc et noir ebbe luogo a Parigi nel salotto della Principessa di Polignac, celebre mecenate e sostenitrice di Debussy, con Walter Morse Rummel (specialista debussiano) e Thérèse Chaigneau al pianoforte.
Un'altra esecuzione di rilievo del brano, per la Société Nationale de Musique, si ebbe il 21 dicembre 1916 in occasione di un concerto di beneficenza in favore del "Vêtement du prisonnier de guerre", associazione di cui faceva parte anche la moglie del compositore, Emma. La composizione fu eseguita da Roger Ducasse e Debussy stesso, in una delle sue ultime apparizioni al pianoforte.

## Struttura
En blac et noir è costituito da tre movimenti:
- 1. Avec emportement (Do maggiore)
- 2. Lent. Sombre (Do maggiore)
- 3. Scherzando (Re minore)

## Analisi
L'atmosfera bellica, che nel 1915 permeava ormai ogni ambiente, inquietava e amareggiava Debussy; non potendo partecipare attivamente, il musicista suonò in diversi concerti di beneficenza e scrisse alcune opere di sostegno alla Francia come Noël des enfants qui n'ont plus de maison. Anche la suite En blanc et noir riflette l'atteggiamento di Debussy in questo particolare momento, specialmente nel secondo dei tre movimenti.

### Avec emportement
La suite si apre con un brano dedicato al direttore d'orchestra dedicato a Serge Koussevitzky, che Debussy aveva conosciuto a Mosca durante una serie di concerti alla fine del 1913. Il pezzo ha come indicazione Avec emportement ed è strutturato quasi come una forma-sonata con esposizione, contrasto, modulazione e risoluzione finale; la partitura è vivace, di grande movimento ritmico, totalmente in tempo ternario che la caratterizza come fosse un valzer veloce ed esuberante.

### Lent. Sombre
Il secondo movimento, Lent. Sombre, è dedicato al tenente Jacques Charlot, nipote dell'editore Durand, caduto in battaglia qualche mese prima, nel marzo 1915. Se nel primo movimento della suite la citazione («Qui reste à sa place et ne dance pas»), poteva far pensare all'amarezza del musicista per non poter partecipare alla difesa della patria, qui la frase posta a capo del brano, tratta dalla Ballata contro i nemici della Francia di Villon, è strettamente legata al contenuto musicale. La partitura è scura e inizia con accordi che portano a un clima tragico; vi si sentono chiaramente richiami bellici e indicativa è la citazione di un corale luterano, Ein feste Burg ist unser Herr, a ricordare il nemico, contrapposto a citazioni di frammenti de La Marsigliese. A tal proposito Debussy scrisse a Durand: «Vedrete che cosa può capitare a un Inno di Lutero per essersi imprudentemente avventurato in un capriccio francese...un modesto carillon suona una sorta di pre-marsigliese».

### Scherzando
Il terzo movimento è dedicato all'amico Stravinskij; qui non vi è nessun riferimento alla citazione di Charles d'Orléans e il brano si può considerare un vero e proprio pezzo di musica pura; la scrittura è virtuosistica e brillante, come indica lo Scherzando iniziale in 2/4, preannunciando la maestria pianistica degli Études che Debussy scriverà di lì a poco.
Stravinskij non seppe nulla della dedica fin dopo la morte di Debussy; quando ricevette la partitura, alla fine del 1919, ne rimase profondamente commosso